# Helopicus subvarians
Helopicus subvarians és una espècie d'insecte plecòpter pertanyent a la família dels perlòdids.

## Hàbitat
En el seu estadi immadur és aquàtic i viu a l'aigua dolça, mentre que com a adult és terrestre i volador.

## Distribució geogràfica
Es troba a Nord-amèrica: els Estats Units (Alabama, Connecticut, Florida, Kentucky, Maine, Carolina del Nord, Louisiana, Mississipi, Pennsilvània, Carolina del Sud, Tennessee, Virgínia i Virgínia Occidental) i l'est del Canadà (Ontario i el Quebec).